# IMEB Phonothek
Die IMEB Phonothek ist eine im Jahr 2005 vom Institut international de musique électroacoustique de Bourges (IMEB) und der Bibliothèque nationale de France gegründete Phonotek in Frankreich.
Die Phonothek enthält eine Sammlung elektroakustischer Kompositionen und verfolgt den Zweck, wesentliche Werke dieser Musik archivarisch zu konservieren und der Öffentlichkeit dauerhaft zugänglich zu machen. Dazu werden die aufgenommenen Werke digitalisiert und zusammen mit wesentlichen Werkinformationen auf ein Festplattensystem überspielt. 